# Holding On To Love Remix
Holding On To Love Remix (Universal Music Group, 2015) је сингл Луке Ивановића (Чачак, 18. мај 1992. година), познатијег под својим уметничким именом Luke Black који се појавио након успеха истоименог сингла. Лука је српски кантаутор. Осим ауторском музиком, бави се и аудио продукцијом и режијом сопствених наступа и музичких спотова.

## Детаљи
Првом ремикс ЕП издању популарног сингла претходили су два сингла и два спота.
У вези са овим пројектом Лука је за медије рекао:
Једва чекам да прикажем мало другачију страну моје музике од оне коју сам до сада показао.

## Списак песама
Дигитална верзија Holding On To Love Remix је сингл и садржи 5 песама укупног трајања 24 минута и 29. секунде, издање 31. јул 2015. године. Подаци о албуму су припремљени на основу изворног материјала:

## Особље које је радило на песмама
У овом ЕП је пет ремикса Лукине најпопуларније песме Holding On To Love на коме су радили следећи сарадници
- Лука Ивановић
- Милован Бошковић
- Ана Ђурић
- Сара Јовић
- Ива Јовановић
- Томислав Миленковић[5]
- Лука Кнежевић[6]
- Војин Ристивојевић
- Миодраг Димитријевић

За сваку песму је ангажован и додатан сарадник који песми даје специфичан звук
- Тијана Т из Београда, Србије, водитељка и DJ, за овај ремикс се први пут опробала у продуцентској улози.[7]
- DJ Lil Taty је продуцент и DJ из Београда, Србије, ово је његов први продуцентски подухват. У наступу користи многе жанрове. Оснивач је серијала клупских журки у Београду под називом МУРК, где се промовише нова ауторска музика.
- Hard Ton из Италије, queer XXL disco queen duо
- Buzdovan (Лука Курјан) из Хрватске који се успешно бави продукцијом, пре овог пројекта познат је по сарадњи са YusYus
- inje, Јован Весић са којима ради и продукцију песама и лајв наступа.